# ألكسندر أوبريجون
ألكسندر أوبريجون (بالإسبانية: Alexander Obregón)‏ هو لاعب كرة قدم كولومبي في مركز الهجوم، ولد في 11 ديسمبر 1977 في مدينة كالي في كولومبيا، وتوفي في 30 مايو 2009 في La Libertad, El Salvador ‏ في السلفادور بسبب حادث مرور. لعب مع أمريكا دي كالي ونادي سانتانيكوس أسوشيتد.